# Edison, New Jersey
Edison, New Jersey  là một thành phố tại quận Middlesex, tiểu bang New Jersey, Hoa Kỳ. Thành phố nằm trong Vùng đô thị New York. Dân số theo điều tra năm 2005 của Cục điều tra dân số Hoa Kỳ là 100.499 người, dân số theo điều tra năm 2010 là 99.967 người là thành phố lớn thứ 5 bang, diện tích là km2. Tên gọi đã được đổi thành Edison vào ngày 10 tháng 11 năm 1954 theo Thomas A. Edison. người có phòng thí nghiệm chính ở công viên Menlo của thành phố này.